# Аллен Мерфі
Аллен Мерфі (англ. Allen Murphy, нар. 15 липня 1952, Бірмінгем, Алабама, США) — американський професіональний баскетболіст, що грав на позиції атакувального захисника за команду НБА «Лос-Анджелес Лейкерс».

## Ігрова кар'єра
На університетському рівні грав за команду Луївілл (1972–1975). Разом з командою дійшов до фіналу чотирьох турніру NCAA.
1975 року був обраний у другому раунді драфту НБА під загальним 35-м номером командою «Фінікс Санз», проте жодного матчу за неї не зіграв.
Професійну кар'єру розпочав 1975 року виступами у складі команди «Кентуккі Колонелс» з АБА, за яку відіграв один сезон.
Виступами в НБА відзначився 1976 року, зігравши кілька матчів за «Лос-Анджелес Лейкерс».